# Objeto matemático
Um objeto matemático é um conceito abstrato que surge na matemática. Na linguagem usual da matemática, um objeto é qualquer coisa que foi (ou poderia ser) formalmente definida e com a qual se pode fazer raciocínio dedutivo e provas matemáticas. Normalmente, um objeto matemático pode ser um valor que pode ser atribuído a uma variável e, portanto, pode estar envolvido em fórmulas.
Objetos matemáticos comumente encontrados incluem números, conjuntos, funções, expressões, objetos geométricos, transformações de outros objetos matemáticos e espaços. Objetos matemáticos podem ser muito complexos; por exemplo, teoremas, provas e até teorias são considerados objetos matemáticos na teoria da prova.

## Lista de objetos matemáticos por ramo
- Teoria dos Números
  - números, operações,
- Combinatória
  - permutações, desarranjos, combinações
- Teoria de conjuntos
  - conjuntos, partições de conjunto, funções e relações
- Geometria
  - pontos, linhas, segmentos de linha,
  - polígonos (triângulos, quadrados, pentágonos, hexágonos, ...), círculos, elipses, parábolas, hipérboles,
  - poliedros (tetraedros, cubos, octaedros, dodecaedros, icosaedros, ), esferas, elipsóides, parabolóides, hiperbolóides, cilindros, cones.
- Teoria dos grafos
  - grafos, árvores, nós, arestas
- Topologia
  - espaços topológicos e variedades.
- Álgebra Linear
  - escalares, vetores, matrizes, tensores.
- Álgebra abstrata
  - Grupos,
  - Anéis, módulos,
  - Campos, espaços vetoriais,
  - Reticulados teóricos de grupo e reticulados teóricos de ordem.